# (7383) Lassovszky
(7383) Lassovszky (1981 SE) – planetoida z pasa głównego asteroid okrążająca Słońce w ciągu 3,85 lat w średniej odległości 2,46 j.a. Odkryta 30 września 1981 roku.